# Takumi Morikawa
Takumi Morikawa (森川 拓巳 Morikawa Takumi?), född 11 juli 1977 i Shizuoka prefektur, är en japansk före detta fotbollsspelare.
Morikawa började sin karriär 1996 i Kashiwa Reysol. 1999–00 blev han utlånad till Kawasaki Frontale. 2001 blev han utlånad till Consadole Sapporo. Han gick tillbaka till Kashiwa Reysol 2002. 2003 flyttade han till Vegalta Sendai. Efter Vegalta Sendai spelade han för Rosso Kumamoto. Han avslutade karriären 2007.